# Columbo: Tödliche Liebe
Tödliche Liebe (Originaltitel: Columbo and the Murder of a Rock Star) ist eine erstmals auf ABC gesendete Episode der Kriminalfilm-Reihe Columbo aus dem Jahr 1991. Die deutschsprachige Erstausstrahlung der dritten Folge der zehnten Staffel erfolgte im Jahr 1992 durch den Sender RTL plus. Der US-amerikanische Schauspieler Dabney Coleman verkörpert als Anwalt Hugh Creighton den Gegenspieler von Inspektor Columbo, dargestellt von Peter Falk.

## Handlung
Der berühmte Rechtsanwalt Hugh Creighton, der noch nie einen Fall verloren haben soll, ist davon überzeugt, dass ihn seine jüngere Lebensgefährtin Marcy Edwards betrügt. Ein beauftragter Privatdetektiv bestätigt mittels Videoüberwachung die Vermutung: Die ehemalige Rocksängerin vergnügt sich mehrmals in der Woche mit dem Schlagzeuger Neddy Malcolm in ihrem Strandhaus. Creighton setzt Edwards kurzerhand vor die Tür. Am darauffolgenden Tag sucht sie ihn auf der Baustelle eines von ihm finanzierten Hochhausprojektes auf und fordert fünf Millionen US-Dollar im Gegenzug für eine einvernehmliche Trennung. Andernfalls würde sie die Öffentlichkeit über die zwielichtigen Machenschaften des Anwaltes informieren, Staatsdiener und Zeugen zu bestechen. Creighton willigt ein, den äußeren Schein einer intakten Beziehung bis zur Zahlung des Geldes zu wahren, plant jedoch, die geldgierige Mitwisserin zu beseitigen. Zur Vorbereitung der Tat fährt er in das Strandhaus, um ein Betäubungsmittel in eine Champagner-Flasche zu injizieren. Beim gemeinsamen Frühstück am Morgen gibt er sich versöhnlich, verabreicht Edwards aber unbemerkt ein Medikament zur Behandlung von Alkoholabhängigkeit. Während sie ihren Liebhaber am üblichen Ort trifft, folgt Creighton dem für die Gegend zuständigen japanischen Gärtner, entwendet dessen Pick-up und fährt als Gärtner verkleidet zum Haus. Dort schleicht er sich in die Küche und ersetzt den Korken sowie die Folie der präparierten geöffneten Flasche durch den Verschluss einer anderen aus seinem Büro, damit keine verräterischen Einstichstellen erkennbar sind. Wie beabsichtigt, ist Malcolm bewusstlos geworden und Edwards wach geblieben. Creighton betritt das Schlafzimmer und erwürgt seine überraschte Partnerin. Nachdem er weitere Spuren beseitigt hat, bringt er das gestohlene Fahrzeug wieder zurück. Als Malcolm erwacht und seine Geliebte tot vorfindet, fährt er fluchtartig mit seinem Motorrad davon.
Am nächsten Tag entdeckt die Haushälterin die Leiche. Inspektor Columbo ist über einige Details am Tatort irritiert: Warum wurde die zweite Flasche bereits in der Küche geöffnet, anstatt sie in einer derart romantischen Situation erst gemeinsam im Schlafzimmer aufzumachen? Warum stammt einer der Korken im Gegensatz zu den beiden preiswerten Flaschen von einer offenbar teureren Sorte? Und warum wurde der Sand im Garten vor dem Haus ungleichmäßig geharkt? Die Spur führt Columbo direkt zu Creighton, der als Notfallkontakt hinterlegt ist, der die Tote identifiziert. Unter Hinweis auf die Vorschriften verweigert ihm der Inspektor die Einsicht in den Autopsiebericht. Später stellt Trish Fairbanks, die Juniorpartnerin in der Kanzlei, Creighton zur Rede und bezichtigt ihn des Mordes an Edwards, da er sie am Vortag unter einem Vorwand fortgeschickt und ihren Wagen ausgeliehen hatte. Sie verlangt für ihr Schweigen, seine gleichberechtigte Partnerin und Ehefrau zu werden. Widerwillig akzeptiert Creighton ihre Bedingungen. Derweil wird Columbo von seinem Vorgesetzten angewiesen, dem Anwalt sämtliche Unterlagen zum Fall auszuhändigen. Bei der Obduktion wurden in Edwards’ Körper Reste des Wirkstoffes Disulfiram nachgewiesen. Unterdessen wurde Malcolm mithilfe von Fingerabdrücken als Verdächtiger ausfindig gemacht und verhaftet, der den Mord an Edwards jedoch bestreitet. Im Detektivbüro bemerkt der Inspektor beiläufig Mörtelstaub am Objektiv einer Überwachungskamera, der sich auch an einem Lüftungsschlitz im zuvor inspizierten Schlafzimmer des Strandhauses befindet. Im Verhör gibt der Detektiv zu, dass das Opfer in eine Affäre verwickelt war.
Der japanische Gärtner erzählt Columbo, er habe den Pick-up nach dem Diebstahl in einer von Bäumen gesäumten Straße aufgefunden, die eine seltene Beerenart tragen. Bei einem erneuten Gespräch mit Creighton äußert der Inspektor den Verdacht, der Anwalt selbst müsse den Flascheninhalt mit einer Droge versetzt und die Korken anschließend ausgetauscht haben. Daraufhin wird Columbo zusammen mit seinem Chef zum Staatsanwalt zitiert, in dessen Zimmer bereits Creighton, sein Verteidiger und Fairbanks warten. Im Verlauf der Unterredung gerät der Verdächtige wegen seines fehlenden Alibis zunehmend unter Druck, obwohl er behauptet, mit seinem Wagen unterwegs gewesen zu sein. Doch Fairbanks legt unvermittelt ein Foto aus einer stationären Geschwindigkeitsüberwachung vor, das Creighton zum Zeitpunkt des Mordes weit entfernt vom Tatort zeigt. Vom Betreiber der Anlage lässt der Inspektor Vergrößerungen von den Köpfen mehrerer Temposünder anfertigen, die etwa zur selben Zeit aufgenommen worden sind. Außerdem löst er die Kamera in einem Selbstversuch zur gleichen Tageszeit noch einmal aus. Am Abend präsentiert Columbo in Creightons Haus seine neuesten Erkenntnisse: Alle Fahrer auf den Fotos, mit Ausnahme des mutmaßlichen Täters, weisen aufgrund des Sonnenstandes einen markanten Schatten unter der Nase auf. Demnach saß nicht er selbst, sondern eine andere Person, naheliegenderweise Fairbanks, mit einer Maske am Steuer. Mit dem Foto des Inspektors stellt Sergeant Hubach den Effekt überzeugend nach. Darüber hinaus beweisen die speziellen Beeren im Wasserkasten von Fairbanks’ Fahrzeug, dass Creighton und der Gärtner in derselben Straße geparkt hatten. Die Abdrücke von den Gärtnerhandschuhen auf dem Hals des Opfers stimmen zudem mit denen von der Sitzverstellung im Pick-up des Gärtners überein. Infolgedessen wird Creighton verhaftet.

## Hintergrund
Der von Hugh Creighton angeworbene Privatdetektiv heißt Sam Marlowe. Dabei handelt es sich um eine Kombination aus den Namen Sam Spade und Phillip Marlowe. Sam Spade ist einer der beiden Detektive im Jahr 1930 veröffentlichten Kriminalroman Der Malteser Falke von Dashiell Hammett. Die Figur des Phillip Marlowe wurde neun Jahre später im Roman Der große Schlaf von Raymond Chandler erstmals eingeführt. Darüber hinaus befindet sich eine Statuette in Form eines Falken am Fenster des Detektivbüros, die an die Skulptur aus der Verfilmung der ersten Vorlage Die Spur des Falken erinnert. In dieser sowie in der anderen Umsetzung Tote schlafen fest spielt Humphrey Bogart jeweils die Hauptrolle.

## Besetzung und Synchronisation
Die deutschsprachige Synchronfassung entstand bei der Alster Studios Synchron.
| Figur                   | Darsteller     | Deutscher Sprecher       |
| ----------------------- | -------------- | ------------------------ |
| Lieutenant Columbo      | Peter Falk     | Claus Biederstaedt       |
| Gaststars               |                |                          |
| Hugh Creighton          | Dabney Coleman | Gottfried Kramer         |
| Trish Fairbanks         | Shera Danese   | Angela Stresemann        |
| Marcy Edwards           | Cheryl Paris   |                          |
| Neddy Malcolm           | Julian Stone   | Boris Tessmann           |
| Sergeant Hubach         | Sondra Currie  | Anja Ziemer              |
| Little Richard          | Little Richard | Peter Kirchberger        |
| Sam Marlowe             | John Martin    |                          |
| George                  | Steven Gilborn | Wolfgang Schimmelpfennig |
| Chief Quentin Corbett   | John Finnegan  | Wolf Rahtjen             |
| Fototechniker           | Grant Heslov   |                          |
| Weitere Darsteller      |                |                          |
| Haushälterin            | Deborah Rose   |                          |
| Gärtner Ando Miaki      | Tad Horino     | Utz Richter              |
| Staatsanwalt            | Joseph Chapman | Franz Rudnick            |
| Richterin June Campbell | Ann Weldon     | Ursula Vogel             |
| Dekorateur Vito         | B. J. Turner   | Alfred Rücker            |
| Anwalt mit Hut          | Joe Faust      | Gerhard Lippert          |

## Rezeption
Die Fernsehzeitschrift TV Spielfilm vergab eine neutrale Wertung (Daumen mittig): „Umständlich und verschachtelt. […] Rock-’n’-Roll-Legende Little Richard („Tutti Frutti“) ist als Stargast mit von der Partie, und Peter Falks Frau Shera Danese spielt die Rolle der Trish Fairbanks. Dennoch gehört dieser Film zu den schwächeren Beiträgen der US-Erfolgsreihe.“
Der Autor Michael Striss wertete mit drei von vier Sternen (sehr empfehlenswert). Er urteilte: „Diese Episode bietet zwar keine besonderen Höhepunkte, ist dafür aber durchgehend kurzweilig und temporeich. Der versierte Dabney Coleman bietet eine passable Leistung […]. Die mittlerweile schon zum Stammpersonal gehörende Shera Danese trägt mit ihrer Rolle als Trish wiederum etwas zum Familieneinkommen der Falks bei.“
Der Schauspieler Dabney Coleman war 1991 für einen Emmy in der Kategorie Outstanding Guest Actor In A Drama Series nominiert. Peter Falk erhielt 1992 eine Golden-Globe-Nominierung in der Kategorie Best Actor – Limited Series, Anthology Series or Television Motion Picture.